# Bouri (Libye)
Pour les articles homonymes, voir Bouri.
Le champ offshore de Bouri est situé à 120 km des côtes libyennes et 80 kilomètres des côtes tunisiennes. Il est considéré comme étant le plus important champ de la mer Méditerranée et est exploité par l'entreprise italienne Eni, suivant un accord de partage de production établi avec la compagnie pétrolière nationale libyenne National Oil Corporation.
Il a été découvert en 1970, et la production a commencé en 1988.
En 2023, la Tunisie revendique l'exploitation de ressources du champ dans le cadre de la politique économique du président Kaïs Saïed. 